# Harry K. Daghlian, Jr.

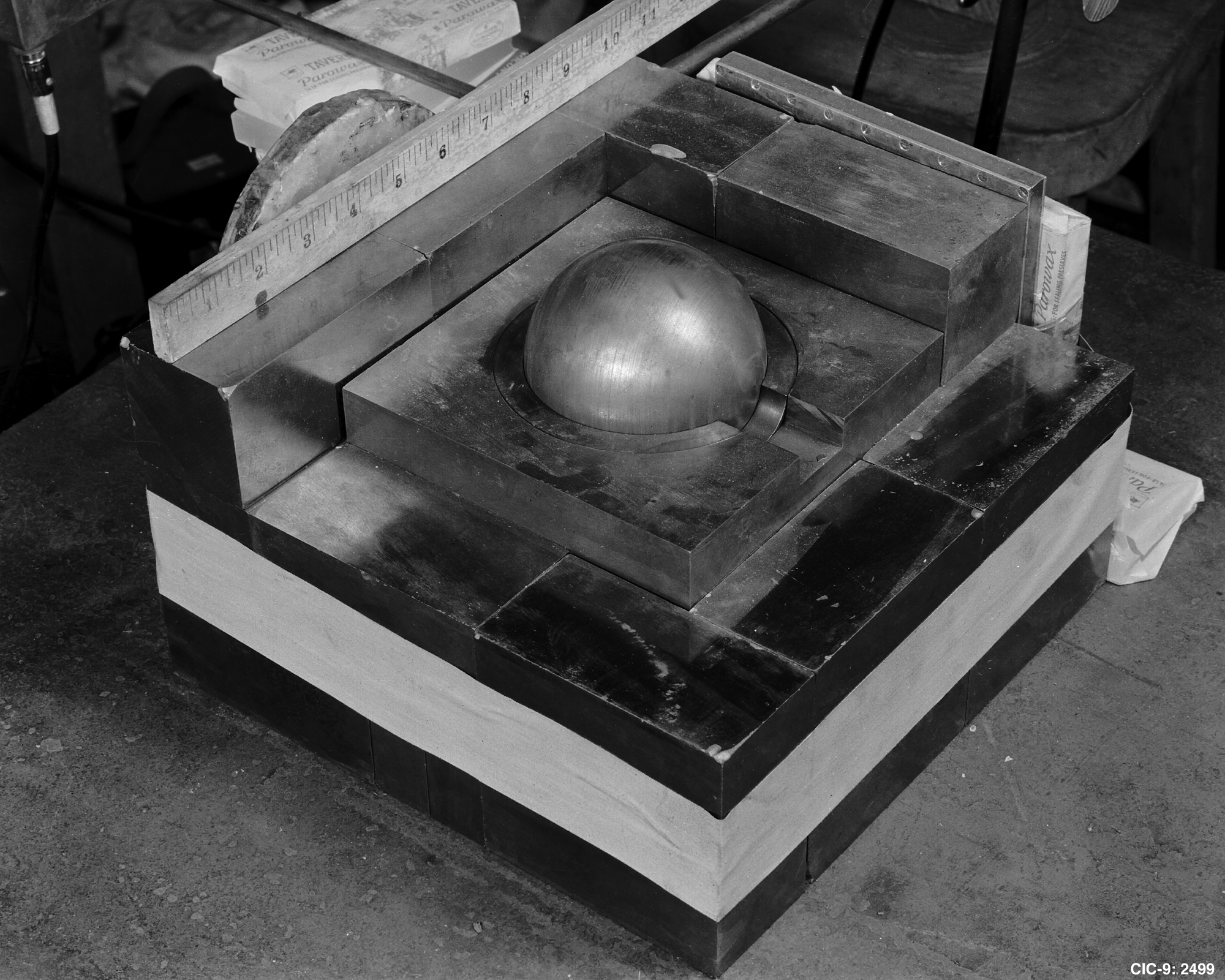
Quả cầu plutoni bao quanh bằng các khối carbide wolfram phản xạ neutron trong thí nghiệm của Daghlian năm 1945

Haroutune Krikor Daghlian, Jr. thường gọi là Harry K. Daghlian, Jr., (04/05/1921 - 15/09/1945) là một nhà vật lý, làm việc ở Dự án Manhattan thực hiện chế tạo bom nguyên tử trong Thế chiến thứ 2.
Ngày 21/08/1945 ông không may bị chiếu xạ trong một thí nghiệm về khối lượng tới hạn tại "Cơ sở Omega" của Phòng thí nghiệm Los Alamos ở New Mexico, dẫn đến cái chết của ông 25 ngày sau đó.
Daghlian bị chiếu xạ là do tai nạn xảy ra, khi ông vô tình đánh rơi viên gạch carbide wolfram vào vùng khối lõi bom là hợp kim plutoni-gali nặng 6,2 kg. Lõi này, sau đó có biệt danh là "lõi quỷ" (demon core), cũng đã gây ra cái chết của nhà vật lý Louis Slotin, trong một tai nạn vào năm sau, trước khi nó được sử dụng trong Chiến dịch Crossroad của vụ thử vũ khí hạt nhân.

## Thời trẻ
Daghlian là người sinh ra trong gia đình gốc Armenia , sống ở New London, Connecticut. Ông theo học toán ở Viện Công nghệ Massachusetts, sau đó vật lý hạt cơ bản ở Đại học Purdue Indiana, Hoa Kỳ. Năm 1944 ông được nhận vào Phòng thí nghiệm Los Alamos khi còn là sinh viên .

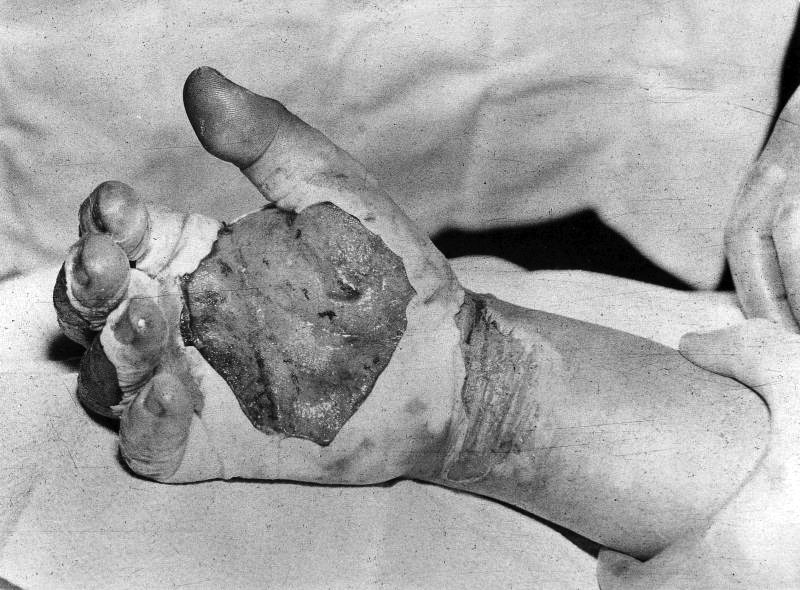
Bàn tay Harry K. Daghlian bị hư như bỏng sau nhiễm xạ với liều chết chóc.

## Tai nạn
Tháng 8/1945 Daghlian thực hiện thí nghiệm xác định phản xạ neutron, bằng cách xếp chồng gia tăng các viên gạch carbide wolfram 4,4 kg (9,7 lb) xung quanh một lõi plutoni. Mục đích của phản xạ neutron là giảm khối lượng cần thiết cho lõi plutoni để đạt được trạng thái khối lượng tới hạn . Lúc ráp viên gạch cuối thì bộ đếm neutron cảnh báo rằng việc bổ sung viên gạch đó sẽ đẩy hệ thống tới trạng thái "siêu tới hạn". Khi ông rút ra thì đã vô tình làm rơi viên gạch vào vùng trung tâm có lõi plutoni, trạng thái tới hạn lập tức xảy ra với bức xạ neutron ở mức hủy diệt. Điều này gọi là "tai nạn tới hạn" (criticality accident) .
Daghlian đã cố gắng rút viên gạch mà không thành công. Ông buộc phải tháo rời một phần cột carbide wolfram để ngăn chặn các phản ứng tiếp theo .
Ước tính Daghlian đã nhận được một liều chiếu bức xạ neutron là 510 rem (5,1 Sv), sản phẩm của 1016 phân hạch . Mặc dù được chăm sóc y tế chuyên sâu, các triệu chứng nhiễm độc phóng xạ nặng vẫn phát triển. Mẹ và em gái đã bay đến chăm sóc (người cha đã qua đời năm 1943). Ông đã rơi vào tình trạng hôn mê, và chết sau vụ tai nạn 25 ngày .
Daghlian là ca tử vong đầu tiên được biết do một tai nạn tới hạn. Ông được đưa về New London, Connecticut và chôn cất tại Nghĩa trang Cedar Grove .
Ngày 20/05/2000, Daghlian được thành phố New London tưởng niệm, được ghi nhớ bằng đặt viên đá và cột cờ trong Calkins Park. Trong lễ đó anh trai và em gái của ông. Lời ghi nhớ là: "Mặc dù không phải trong bộ quân phục, ông hy sinh để phục vụ đất nước mình".

## Hệ quả
Sau vụ việc thì quy định an toàn cho dự án đã được xem xét kỹ lưỡng và sửa đổi. Một ủy ban đặc biệt được thành lập để xem xét bất kỳ thí nghiệm tương tự nào, và đề nghị quy trình an toàn thích hợp.
Sự thay đổi thủ tục bao gồm cần tối thiểu là hai người tham gia vào một thí nghiệm như vậy, sử dụng ít nhất hai công cụ giám sát cường độ neutron với các cảnh báo bằng âm thanh, cũng như có chuẩn bị một kế hoạch cho xử lý bất cứ huống nào có thể xảy ra trong các thí nghiệm tương tự.
Ngoài ra mọi người bắt đầu thảo luận và thiết kế các thiết bị thử nghiệm điều khiển từ xa, và nó dẫn đến việc tạo ra thiết bị Godiva .
Dẫu vậy một tai nạn tới hạn vẫn xảy ra tại Los Alamos vào năm sau, năm 1946, giết chết Louis Slotin. Slotin thực hiện thí nghiệm tới hạn trên chính lõi plutoni đó . Sau hai sự cố này nó được gọi là "lõi quỷ" (demon core) , và tất cả các thí nghiệm tới hạn tương tự đã dừng lại, cho đến khi thiết bị lắp ráp điều khiển từ xa đã được phát triển đầy đủ và sẵn sàng làm việc .